# Espinoforosaure
L'espinoforosaure (Spinophorosaurus nigerensis) és un gènere de dinosaure sauròpode primitiu. Les seves restes fòssils s'han trobat al Níger, s'han recuperat d'una formació rocosa de la part inferior del grup Irhazer, l'edat del qual és desconeguda però pot ser del Juràssic mitjà o més antic. Aquest sauròpode és inusual per presentar osteodermes en forma de pues, probablement a la cua. L'espècie tipus, S. nigerensis, fou descrita per Remes et al. l'any 2009.